# Прикордонная Улашановка
Прикордонная Улашановка (укр. Прикордонна Улашанівка) — село в Шепетовском районе Хмельницкой области Украины.
Население по переписи 2001 года составляло 221 человек. Почтовый индекс — 30033. Телефонный код — 3842. Занимает площадь 7,5 км². Код КОАТУУ — 6823988403.

## Местная власть
30030, Хмельницкая обл., Шепетовский р-н, с. Аннополь